# 가이우스 라이카니우스 바수스 카이키나 파이투스
가이우스 라이카니우스 바수스 카이키나 파이투스(Gaius Laecanius Bassus Caecina Paetus)는 초기 로마 제국의 원로원 의원으로, 베스파시아누스 황제 때 활동했던 것으로 알려졌다. 그는 서기 70년 11월부터 12월까지 눈디니움 기간 루키우스 안니우스 바수스를 동료 집정관으로둔 보좌 집정관이었다.
그의 전체 여러 가지 이름은 "테세우스"라는 이름의 노예가 준비한 민투르나이의 봉헌 비문에서 알려졌다. 그의 이름의 명명 방식은 학자들로금 카이키나 파이투스가 서기 37년에 집정관을 지낸 아울루스 카이키나 파이투스라는 것과, 에 가이우스 라이카니우스 바수스가 그를 64년에 집정관을 지낸 시기 총독직 사이 기간에 그를 입양했다는 점에 동의하고 있다.
카이키나 파이투스는 80/81년에 아시아 속주의 집정관 총독을 지냈음이 확인되었다. 그는 또한 이 시기 로마의 급수를 관리하는 조직에서 근무했다.
그는 가이우스 라이카니우스 바수스 카이키나 플라쿠스의 아들로 생각되며.이 점은 브룬디시움에서 발견된 비문에서 알려진 것이다. 플라쿠스는 8세라는 나이에 요절하였다.

## 같이 보기
- 라이카니우스 일족